# Blåkindad stork
Blåkindad stork (Ciconia abdimii) är en afrikansk stork som räknas till släktet egentliga storkar tillsammans med bland andra den vita och den svarta storken.

## Utseende och läte
Den vuxna fågeln har en svartbrun rygg med purpurfärgat eller grönaktigt skimmer, undersidan är vit. Huvudet kännetecknas av de nakna hudpartierna och de blåa, röda och rosa färgerna, som förstärks under parningstiden. Med en totallängd på cirka 80 cm är abdimstorken tydligt mindre än både den vita och den svarta storken.
Blåkindad stork är vanligtvis tystlåten utom vid boet, där svaga dubbla visslingar kan höras under spelet, följt av näbbklapper med uppåtpekande näbbar.

## Utbredning

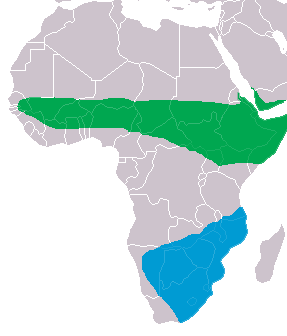
Abdimstorkens utbredningsområde i Afrika. Gröna områden är sommarkvarter, blå är vinterkvarteren.

Blåkindad stork är en flyttfågel vars häckningsområde sträcker sig tvärs över den afrikanska kontinenten, alldeles söder om Sahara, i det som kallas Sahelregionen. Den häckar gärna på savannområden i väster och i de etiopiska högländerna. Blåkindad stork häckar dessutom i Jemen. När häckningstiden är över beger sig fågeln till sina vinterkvarter i södra och östliga Afrika.

## Ekologi
Blåkindad stork frekventerar öppna gräsmarker, betesmarker, jordbruksmarker och skogssavann, ofta nära vatten men också i torrare områden. Den livnär sig på insekter men äter även små däggdjur, fåglar, reptiler, fiskar och kadaver. Arten häckar i kolonier i kvistbon i träd (helst baobabträd), på klippor eller hustak. Den lägger ett till fyra ägg som den ruvar i 28-29 dagar. Ungarna blir flygga efter 50-60 dagar. Den äldsta individen, i fångenskap, blev mer än 21 år gammal.

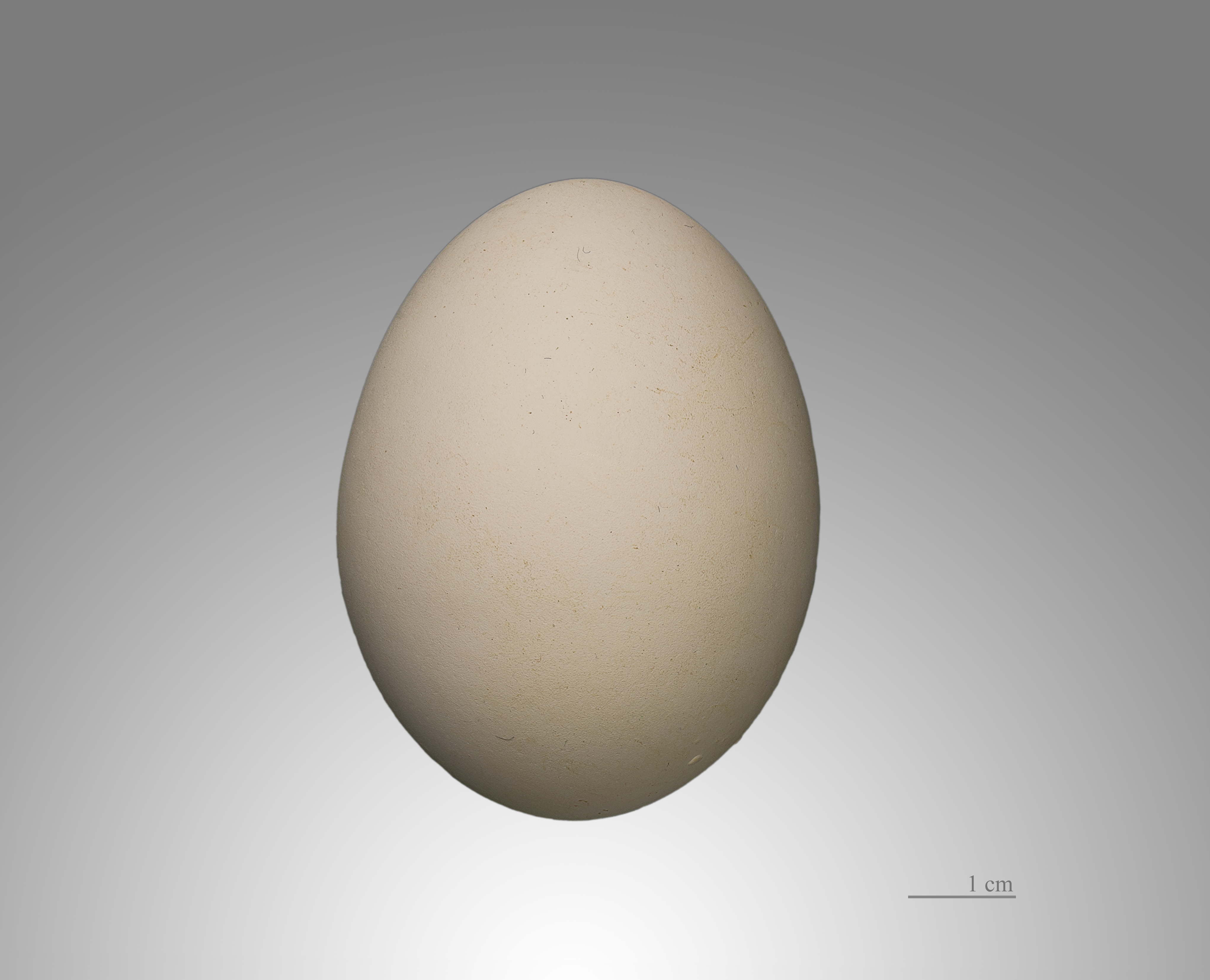
Abdimstorkens ägg.

## Abdimstorken och människan
Dess val av föda gör arten uppskattad i stora delar av Afrika, och i vissa byar sätter man upp korgar på hustaken för att underlätta för storken att bygga bo. I folktron är blåkindad stork dessutom en regn- och lyckobringare. Fågeln är uppkallad efter Abdim Bey (1780-1827), den egyptiske guvernören i Dongola (nuvarande Sudan), som auktorn Martin Lichtenstein hade förpliktelser mot. Tidigare kallades den abdimstork även på svenska, men tilldelades 2024 ett mer informativt namn av BirdLife Sveriges taxonomikommitté.

## Status och hot
Arten har ett stort utbredningsområde och en stor population, men tros minska i antal, dock inte tillräckligt kraftigt för att den ska betraktas som hotad. Internationella naturvårdsunionen IUCN kategoriserar därför arten som livskraftig (LC).